# 塔爾希爾 (北卡羅萊納州)
塔爾希爾（英語：Tar Heel）是一個位於美國北卡羅萊納州布拉登縣的城鎮。

## 人口
根據2020年美國人口普查的數據，塔爾希爾的面積為0.60平方千米，皆為陸地。當地共有人口90人，而人口密度為每平方千米150人。